# Euporus plagiatus
Euporus plagiatus är en skalbaggsart som först beskrevs av Johan Wilhelm Dalman 1817.  Euporus plagiatus ingår i släktet Euporus och familjen långhorningar.
Artens utbredningsområde är:
- Sierra Leone.
- Togo.

Inga underarter finns listade i Catalogue of Life.